# 466
Năm 466 là một năm trong lịch Julius.